# Sarah Connolly
Pour les articles homonymes, voir Connolly.
Sarah Patricia Connolly (née le 13 juin 1963, comté de Durham) est une mezzo-soprano anglaise.

## Biographie
En 2014, Sarah Connolly interprète le rôle-titre de l'Ariodante de Georg Friedrich Haendel au  Festival international d'art lyrique d'Aix-en-Provence.

## Enregistrements
Les enregistrements de Sarah Connolly comprennent :
- Henry Purcell : Dido and Aeneas Chandos/OAE, 2009
- Frank Bridge : Orchestral Songs Chandos/BBCNOW/Hickox, 2005
- Edward Elgar : Bournemouth Symphony Orchestra, Simon Wright The Music Makers / Sea Pictures Naxos. GRAMMY NOMINATED 2006 (Solo Vocal category)
- Edward Elgar : The Very Best of Elgar 8.552133-34
- George Frideric Handel : Giulio Cesare (Glyndebourne, 2006) -- Glyndebourne Festival Opera – OAE / Christie/Opus Arte Gramophone Award (Best Early Opera)
- Georg Friedrich Haendel : Heroes and Heroines – The Sixteen / Harry Christophers, Coro
- Georg Friedrich Haendel : Solomon (Solomon) Harmonia Mundi (2007 release)
- Gustav Mahler : Des Knaben Wunderhorn – OCE / Herreweghe Harmonia Mundi, 2006 Edison Award (Solo Vocal category)
- Felix Mendelssohn : Songs and Duets Vol. 3 Hyperion, 2004
- Wolfgang Amadeus Mozart : Messe en ut mineur et Haydn : Scena di Bernice – Gabrieli Consort / McCreesh DG, 2006
- Arnold Schoenberg : BBC Voices - Blood Red Carnations: Songs by Arnold Schoenberg Black Box, 2002
- John Tavener : Les Fils de l'homme (Children of Men)
- The Exquisite Hour – Recital Disc: Songs by Brahms, Britten, Hahn, Haydn (Eugene Asti) Signum Classics, 2006[2]
- Robert Schumann : Songs of Love and Loss (Eugene Asti) - Chandos, 2008
- Erich Korngold : Sonett für Wien: Songs of Erich Korngold Sarah Connolly (mezzo-soprano), William Dazeley (baritone), Iain Burnside (piano) Signum Classics SIGCD160
- Jean-Philippe Rameau : Les Fêtes d'Hébé (Les Arts florissants et William Christie)- Erato, 1997
- Richard Strauss : Capriccio (rôle de Clairon), avec Renee Fleming, enregistré au Metropolitan Opera en 2010, sur blu-ray et DVD - Decca, 2011
- Monteverdi : L'incoronazione di Poppea, avec Miah Persson (Poppea), l'orchestre baroque du grand théâtre du Liceu à Barcelone, dir. Harry Bickett. Mise en scène de David Alden. Blu-ray et DVD, Opus Arte, 2012.